# Мусоро
Мусоро (на френски: Moussoro) е град в Чад намиращ се на 300 км североизточно от столицата на страната Нджамена по пътя за Фая. Градът е важен център за транспорта и лежи в пресъхнало корито на река, в резултат на което има повече растителност отколкото обикновено в региона. Населението на града е 24 564 жители (по данни от 2009 г.).